# 张家川镇
张家川镇，是中华人民共和国甘肃省天水市张家川回族自治县下辖的一个行政建制镇。
境内的瓦泉村沙楞子被认为是秦国早期都邑——秦邑所在:63。

## 行政区划
张家川镇下辖以下地区：
西街社区、东街社区、中街社区、东关村、东街村、西关村、西街村、西窑村、前山村、查湾村、赵川村、堡山村、阳上村、上川村、上磨村、刘家村、硖口村、崔家村、下仁村、杨川村、沟口村、背武村、赵阳村、南川村、孟寺村、瓦泉村、袁川村、崔湾村、园树村、大堡村、纳沟村和杨店村。